# Marvin Harrison
Marvin Darnell Harrison Sr. (Filadelfia, 25 agosto 1972) è un ex giocatore di football americano statunitense che ha giocato nel ruolo di wide receiver per tutta la carriera con gli Indianapolis Colts della National Football League (NFL). Fu scelto nel corso del primo giro (19º assoluto) del Draft NFL 1996 dai Colts. Al college ha giocato a football a Syracuse. Harrison è ampiamente considerato uno dei migliori e più produttivi wide receiver della storia della lega e nel 2016 è stato inserito nella Pro Football Hall of Fame..

## Carriera professionistica

### Indianapolis Colts
Harrison fu scelto dagli Indianapolis Colts come 19º assoluto nel Draft 1996, una selezione ottenuta dallo scambio che spinse Jeff George agli Atlanta Falcons. Harrison sarebbe diventato uno dei ricevitori più produttivi della sua classe del draft, la quale includeva Keyshawn Johnson, Eric Moulds, Bobby Engram, Muhsin Muhammad, Eddie Kennison, Terry Glenn, Amani Toomer, Joe Horn e Terrell Owens tra gli altri.

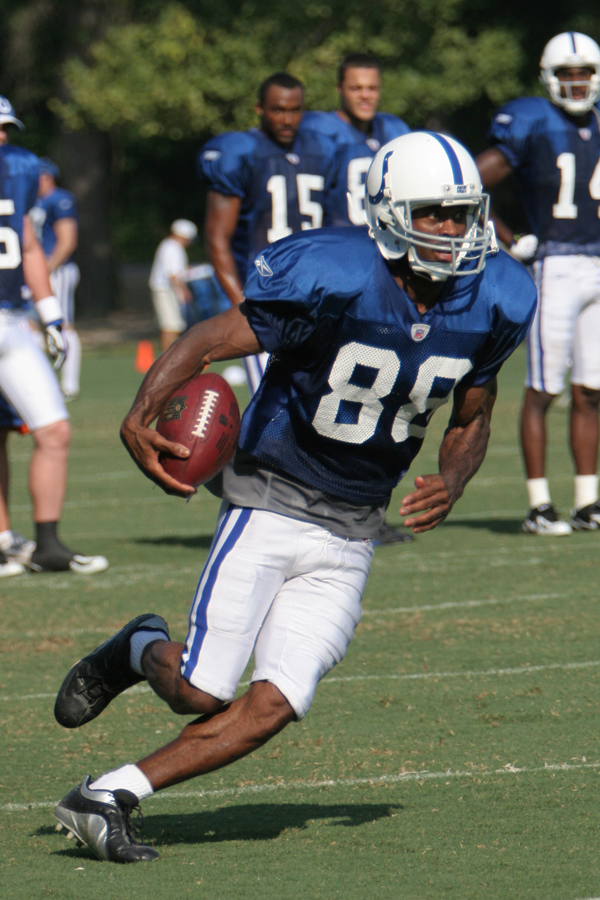
Harrison nel 2007

Nel 2002, Harrison superò il record stagionale di NFL di Herman Moore di ben venti ricezioni. Terminò la stagione con 143 passaggi ricevuti e oltre 1.700 yard. Nel dicembre 2006, Harrison divenne il quarto giocatore nella storia della NFL a raggiungere le 1.000 ricezioni in carriera, raggiungendo Jerry Rice (1549), Cris Carter (1101) e Tim Brown (1094). Inoltre è uno dei soli sette ricevitori ad aver raggiunto il muro dei 100 touchdown segnati in carriera.
Il 4 febbraio 2007, Marvin vinse il titolo di campione NFL quando, nel Super Bowl XLI, i Colts guidati da Peyton Manning, Reggie Wayne e Harrison sconfissero i Chicago Bears 29-17. Il giocatore concluse la gara con 59 yard distribuite su 5 ricezioni, la più lunga delle quali da 22 yard.
Durante una gara della stagione 2007 contro i Denver Broncos, Harrison si infortunò a un ginocchio durante un tentativo di blocco costringendolo a rimanere fuori dai campi di gioco per tutto il resto della stagione, facendo una piccola apparizione solo nell'unica gara di playoff disputata dai Colts quell'anno. Quella fu solamente la seconda volta che Harrison saltò una partita della stagione regolare e la prima dal 1998.
Il 14 dicembre 2008, nella gara contro i Detroit Lions, Harrison ricevette il passaggio numero 1.095 della carriera, superando Tim Brown al terzo posto di tutti i tempi. Egli superò anche Cris Carter divenendo il secondo primatista di tutti i tempi con 1.102 ricezioni nel corso di una vittoria 23–0 dei Colts sui Tennessee Titans il 28 dicembre 2008.
Dopo la stagione NFL 2008, Harrison chiese ed ottenne di essere svincolato dai Colts. Dopo essere rimasto fermo per tutta la stagione 2009, annunciò il suo ritiro dal football professionistico.

## Palmarès

### Franchigia
- Super Bowl : 1

Indianapolis Colts: Super Bowl XLI
- American Football Conference Championship: 2

Indianapolis Colts: 2006, 2009

### Individuale
- Convocazioni al Pro Bowl: 8

1999, 2000, 2001, 2002, 2003, 2004, 2005, 2006
- All-Pro: 8

1999, 2000, 2001 2002, 2003, 2004, 2005, 2006
- Leader della NFL in yard ricevute: 2

1999, 2002
- Leader della NFL in touchdown su ricezione: 1

2005
- Club delle 10.000 yard ricevute in carriera
- Formazione ideale del 100º anniversario della National Football League
- Formazione ideale della NFL degli anni 2000
- Pro Football Hall of Fame (Classe del 2016)

## Statistiche
Stagione regolare
| Anno | Squadra            | P   | PT  | Ric   | Yard   | Media | Max | TD  |
| 1996 | Indianapolis Colts | 16  | 15  | 64    | 836    | 13.1  | 41  | 8   |
| 1997 | Indianapolis Colts | 16  | 15  | 73    | 866    | 11.9  | 56  | 6   |
| 1998 | Indianapolis Colts | 12  | 12  | 59    | 776    | 13.2  | 61T | 7   |
| 1999 | Indianapolis Colts | 16  | 16  | 115   | 1,663  | 14.5  | 57T | 12  |
| 2000 | Indianapolis Colts | 16  | 16  | 102   | 1,413  | 13.9  | 78T | 14  |
| 2001 | Indianapolis Colts | 16  | 16  | 109   | 1,524  | 14.0  | 68  | 15  |
| 2002 | Indianapolis Colts | 16  | 16  | 143   | 1,722  | 12.0  | 69  | 11  |
| 2003 | Indianapolis Colts | 15  | 15  | 94    | 1,272  | 13.5  | 79T | 10  |
| 2004 | Indianapolis Colts | 16  | 16  | 86    | 1,113  | 12.9  | 59  | 15  |
| 2005 | Indianapolis Colts | 15  | 15  | 82    | 1,146  | 14.0  | 80T | 12  |
| 2006 | Indianapolis Colts | 16  | 16  | 95    | 1,366  | 14.4  | 68T | 12  |
| 2007 | Indianapolis Colts | 5   | 5   | 20    | 247    | 12.4  | 42  | 1   |
| 2008 | Indianapolis Colts | 15  | 15  | 60    | 636    | 10.6  | 67T | 5   |
| Tot. |                    | 190 | 188 | 1,102 | 14,580 | 13.2  | 80  | 128 |

## Vita privata
È il padre del ricevitore degli Arizona Cardinals Marvin Harrison Jr.